# Herkimer, New York
Herkimer är ett municipalsamhälle (village) i  kommunen Herkimer, Herkimer County i delstaten New York, USA med 7 743 invånare 2010. Det är administrativ huvudort för Herkimer County. Orten är uppkallad efter general Nicholas Herkimer. Före 1788 kallades den för German Flatts, inte att förväxla med kommunen med samma namn.